# Gomphus somnolens
Gomphus somnolens är en trollsländeart som beskrevs av James George Needham 1930. Gomphus somnolens ingår i släktet Gomphus och familjen flodtrollsländor. Inga underarter finns listade i Catalogue of Life.